# Зсув ґрунту

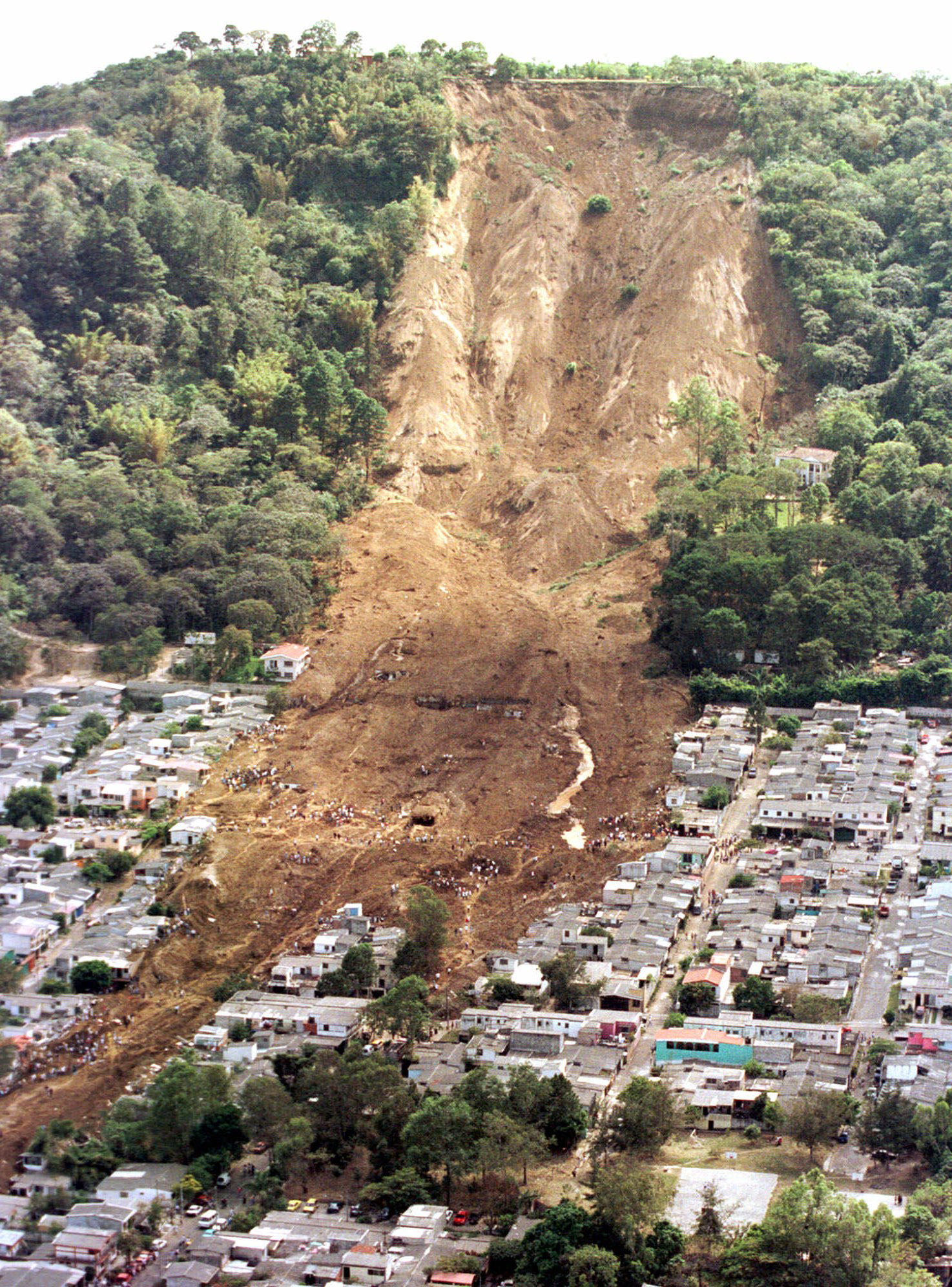
Зсув в результаті землетрусу 2001 року в Сальвадорі

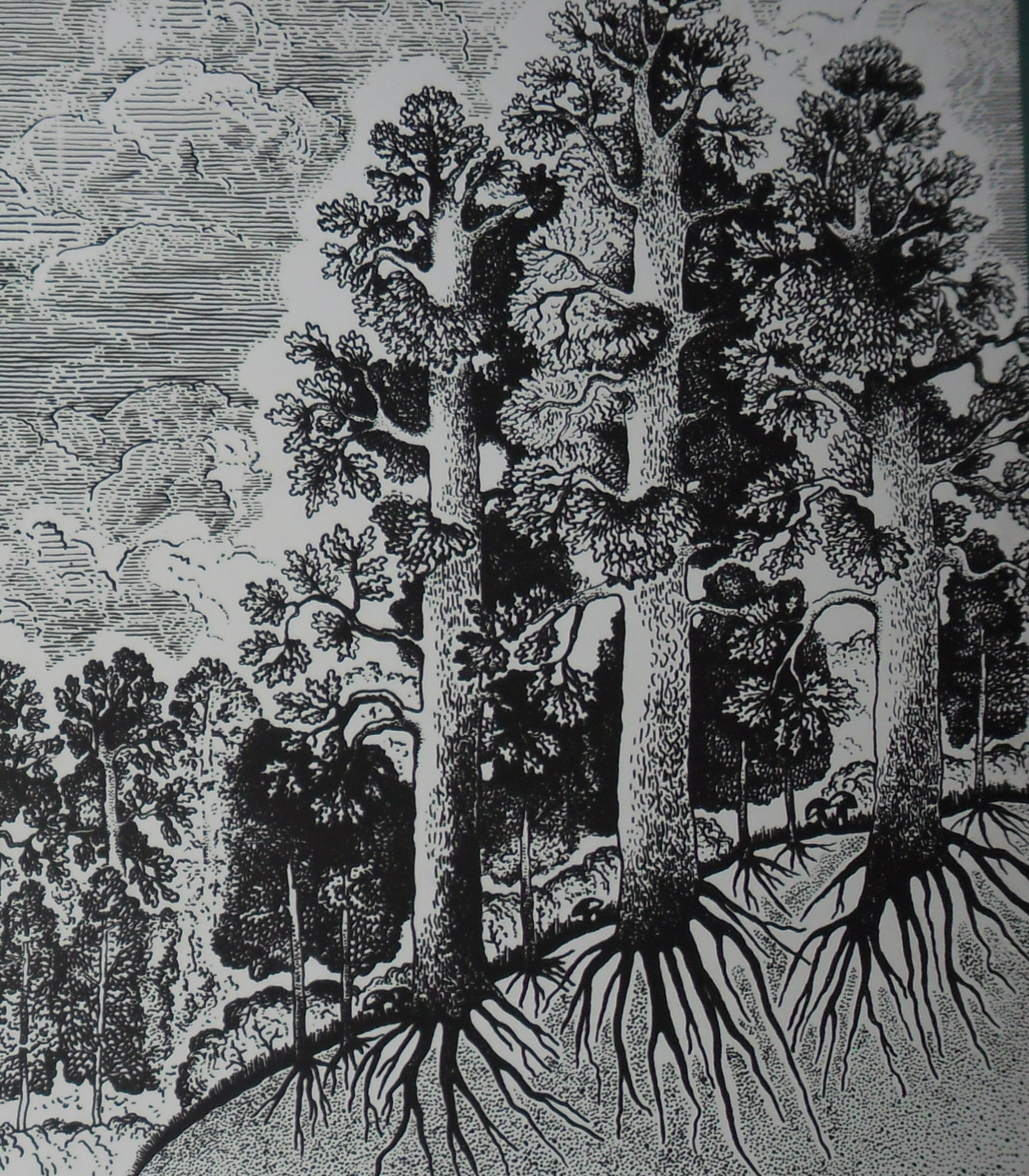
Закріплення схилу.

Зсув ґрунту — сповзання і відрив мас гірських порід вниз схилом під дією сили тяжіння. Відрив і зсув униз по схилу під дією сили тяжіння ділянок зазвичай пухких корінних порід. Основною умовою існування є наявність поверхні ковзання (водоупора), а провідною роллю при його формуванні — діяльність підземних вод. Зсунуту масу називають зсувним тілом, а при його руйнуванні — деляпсієм. В районах розвитку формується своєрідний рельєф — горбистий в нижній частині схилу і з наявністю відірваних і зсунутих блоків і площин зриву у верхній. За умовами прояви і морфології бувають поверхневими і підводними, одноярусними і багатоярусними, суфозійними і пластичними. Формування являє собою своєрідний і поширений процес, який слід відрізняти від обвалів і осипів (гравітаційні переміщення без участі води), опливин, спливів (переміщення змішаних пухких перезволожених порід вниз по схилу), соліфлюкції.

## Загальний опис
Зсуви виникають у результаті порушення природної рівноваги залягання верств гірських порід з розривом їх суцільності і переміщенням у горизонтальному або близькому до нього напрямі. Вони часті на схилах долин або річкових берегів, у горах, на берегах морів. Найчастіше зсуви виникають на схилах, складених водотривкими і водоносними породами, що чергуються. Зсуви можуть виникати під час горотворення, внаслідок зволоження ґрунту, а також діяльності людини (техногенні — при гірничих та будівельних роботах тощо).
Очікувані зсуви — зсуви, які визначаються попередніми розрахунками згідно з календарними планами розвитку гірничих робіт.
Причиною утворення зсувів є порушення рівноваги між силою тяжіння і утримуючими силами, найпоширенішими причинами якого у свою чергу є:
- збільшення крутизни схилу в результаті підмиву водою;
- ослаблення міцності порід при вивітрюванні або перезволоженні опадами і підземними водами;
- дія сейсмічних поштовхів;
- будівельна і господарська діяльність.

Зазвичай зсув має форму півкільця, утворюючи пониження в середині.
Зсуви шкодять сільськогосподарським угіддям, підприємствам, населеним пунктам. Для боротьби зі зсувами застосовуються споруди для підтримки берегів, насадження рослинності та ін.
Зсув ґрунту — поширене явище, обумовлене роботою підземних вод. Основною умовою прояви зсуву є наявність поверхні ковзання (водоупору), а провідну роль при його формуванні відіграють підземні води. Зсунуту масу називають зсувних тілом, а при його руйнуванні — деляпсієм. В районах розвитку зсувів утворюється своєрідний рельєф — горбистий в нижній частині схилу з наявністю відірваних блоків і площин зриву у верхній. Зсуви являють собою своєрідний і поширений процес, який потрібно відрізняти від обвалів і осипів (гравітаційне переміщення без участі води), а також опливин, спливів або опливин (переміщення змішаних пухких перезволожених порід вниз по схилу), пливунів, соліфлюкції. Знання про зсуви обов'язково повинні враховуватися при будівництві свердловин, нафто- і газопроводів, інших експлуатаційних споруд.

## Стадії розвитку зсуву
Розрізнюють такі стадії розвитку зсуву:
- прихована — від початку мікрозсування до появи видимих ознак формування зсуву (тріщин на земній поверхні, випирання порід в основі борту кар'єру тощо); швидкість посування наприкінці прихованої стадії 1-10 мм/доб;
- початкова — з моменту появи видимих ознак до переходу в сталу чи активну стадію;
- стала — період, в який посування характеризується постійною швидкістю; проявляється на пологих бортах лежачого боку, може зупинитися до переходу в активну стадію;
- активна — період, коли швидкість переміщення безперервно збільшується;
- затухання — період, коли швидкість посування зсунутих мас зменшується до повної їх зупинки.

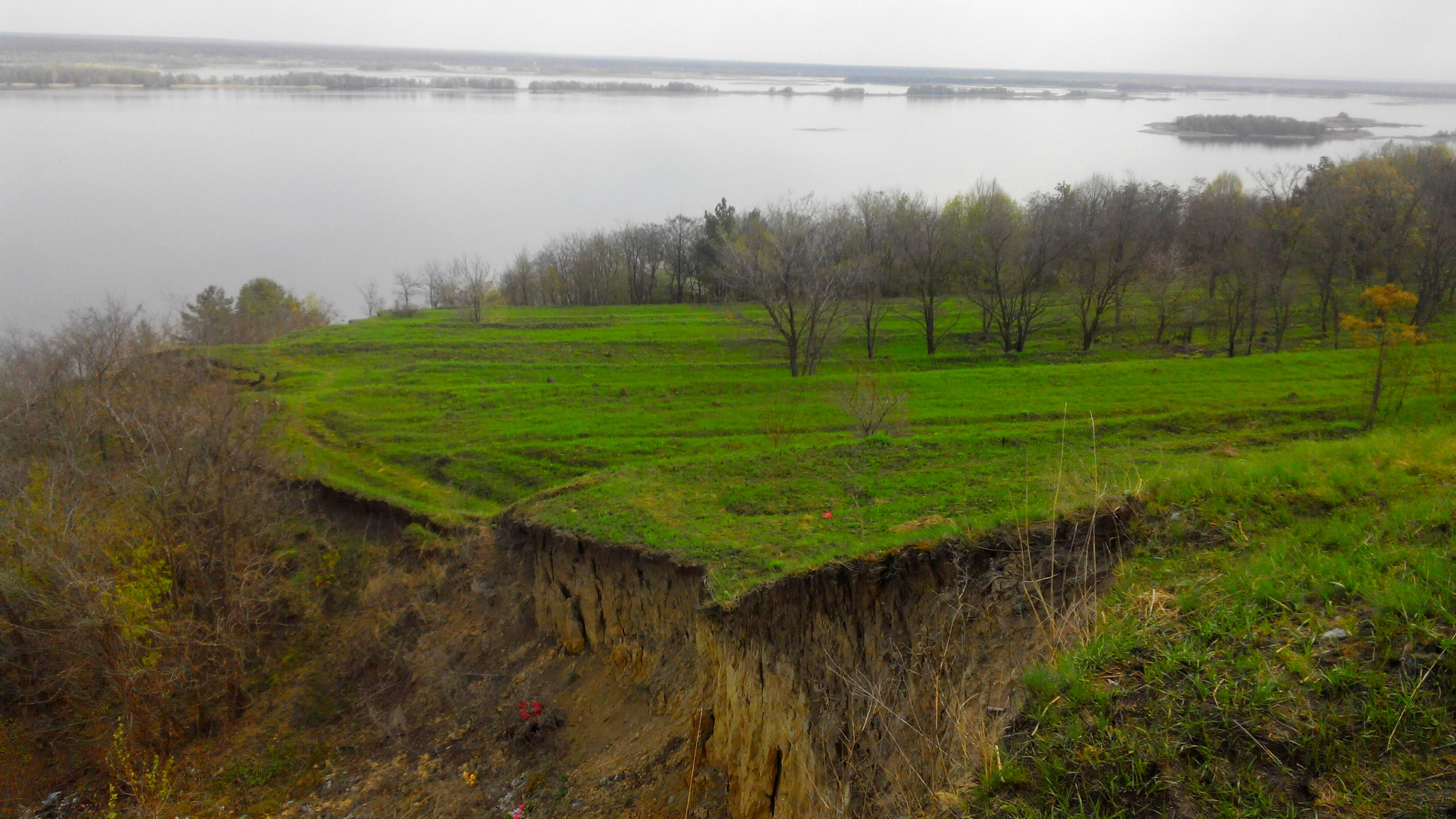
Ділянка зсуву над Дніпром біля селища Витачів Київської області

Вторинними переміщеннями називають активізацію раніше спостережуваних деформацій (головним чином зсувів), що виникає в результаті зовнішніх впливів (вплив підземних вод, випадання атмосферних опадів, танення снігів, збирання частини зсунених мас, зовнішнього перевантаження і ін.), що нерідко супроводжується залученням у рух мас гірських порід, раніше на порушених руйнівними деформаціями.

## Зсув укосу
Зсув укосу — зміщення порід, які складають укіс кар'єру (часто і його основу); проходить у вигляді ковзного руху між породами, що зміщуються в нерухомого масиву. Зсув укосу є найбільшим за розміром видом порушення стійкості укосів. Він пов'язаний головним чином з наявністю в товщі гірських порід слабких зволожених шарів глин, контактів, тектонічних порушень.

## Область зсуву
Область зсуву (зрушення) гірських порід — частина масиву гірських порід, піддана деформаціям і переміщенням під впливом гірничої виробки.
Область прогину масиву — частина області зсуву (зрушення) гірських порід, в якій шари порід переміщуються та деформуються без утворення тріщин.

## Методи дослідження зсувів

### Стаціонарні методи
Локальні закономірності зсувних процесів визначають методи їхнього стаціонарного дослідження, які є головними для одержання кількісної інформації. Виділяють такі різновиди досліджень на стаціонарних ділянках: 1) комплекс робіт, зосереджений на дослідженні механізму та динаміки геологічних процесів; 2) комплекс робіт, спрямований на вивчення умов і чинників зсувних процесів.

#### Види досліджень на стаціонарних майданчиках
1. Фіксація зсувних зміщень. Важливо визначати параметри зміщення мережі точок на зсувному схилі. Для цього створюють стаціонарні майданчики систематичних спостережень за вектором зміщення. Використовують поверхневі та глибинні репери, цифрові нівеліри для високоточної реєстрації величин зміщення. Поверхневі репери — це сталеві палі довжиною 2–2,5 м чи коротші, залежно від потужності пухкого покриву на схилі. Їх забивають у товщу корінних порід через 50–200 м залежно від величини зсувів. Сталеві палі фіксуватимуть параметри зміщень порід стосовно незміщених товщ. Глибинні репери ставлять у свердловини і за їхньою допомогою виявляють положення площини зміщення зсуву та зсувні деформації на різних глибинах. Прикладом свердловинних вимірювань є метод інклінометрії — покрокове опускання зонду на фіксовану відстань з визначенням у кожній точці вимірювань кута нахилу зонду стосовно прямовисної лінії. Таким методом вимірюють глибину розташування поверхні ковзання, величину і напрям зміщення. Застосовують також прилади — тріщиноміри, нахиломіри, деформографи та ін.
2. Вивчення ураженості схилів зсувами. Виконують вимірювання відстаней між нерухомими реперами та рухомими (зсувними) точками, використовуючи мірну рейку та нівелір. Цим методом визначають лінійну, площинну та загальну ураженість схилу зсувними процесами.
3. Спостереження за змінами напруженого стану порід і порового тиску. Виявляють передвісників активізації зсувів. Визначають нормальні напруги перетворювачами ґрунтового тиску, які встановлюють на різних глибинах. Поровий тиск вимірюють у водонасичених глинистих ґрунтах, використовуючи п'єзометри та давачі з різними перетворювачами (струнними, трансформаторними, індуктивними тощо).
4. Гідрометеорологічний моніторинг. Ведуть дослідження метеорологічних і кліматичних чинників, які впливають на стійкість схилів у цілому й активізацію окремих зсувів. Об'єктом досліджень стають також береги морів, водосховищ, які розташовані в зоні абразії, що руйнує підніжжя схилів. Спостерігають за зонами підмиву берегів постійними та тимчасовими водотоками.
5. Режимні спостереження за підземними водами. На зсувонебезпечних ділянках облаштовують 1–3 створи з 3–4 свердловин. Створи розташовують паралельно до брівки схилу в таких місцях: на корінному схилі, на тілі зсуву і в його підніжжі. Визначають глибину підземних вод, особливості притоку та відтоку вод до зсувного схилу, хімізм, дебіт тощо.
6. Спостереження за вологістю ґрунтів. Відбирають зразки ґрунтів через 15–20 см у розрізі зі спеціально пробурених свердловин для лабораторних аналізів. Застосовують також геофізичні методи. Визначають динаміку вологості ґрунтів. Проби беруть у зонах зміщення порід, враховуючи морфологію і тип зсуву, його будову, а також на ділянках передбачувано-різного водонасичення.
7. Дослідження процесів вивітрювання порід. Виконують невеликі розчистки уступів, закладають шурфи чи короткі штольні для оголення не вивітрілих чи слабковивітрілих порід. Пункти ставлять на різних елементах рельєфу (незміщена ділянка схилу, зсувна стінка), з різною експозицією та крутістю так, щоб охопити схили з різним ступенем вивітрілості порід. З'ясовують характер, умови й інтенсивність змін властивостей гірських порід, їхній гранулометричний склад, об'єми зносу та накопичення продуктів вивітрювання на схилах. Інформацію, яку отримують на стаціонарних ділянках, використовують для створення картографічних і математичних моделей зсувів.

### Візуальні обстеження і кадастр
Враховуючи цільову спрямованість робіт, можна передбачити візуальну оцінку стану зсуву на певний момент часу з можливою повторною деталізацією. Детальне візуальне обстеження рекомендують проводити на зсувних ділянках, які загрожують важливим об'єктам народного господарства.
Детальну програму дослідження зсувів розробив Н. І. Ніколаєв (1950). Вона передбачає такі аспекти вивчення.
1. Виявлення приуроченості зсувів до елементів рельєфу (уступів терас, схилів річкових долин тощо).
2. Визначення висоти і крутості схилів, з'ясування деталей мікрорельєфу.
3. Картування площ поширення зсувних тіл.
4. Виявлення головних чинників розвитку зсувів у минулому і сьогодні.
5. Дослідження морфологічних особливостей зсувного тіла і поверхонь ковзання.
Схема опису схилу, на якому виник зсув:
1) розташування у рельєфі, експозиція, генезис (морський, озерний, річковий, ярковий, на берегах водосховищ, штучний укіс або насип), довжина схилу, відносна висота; 2) форма в профілі та плані, крутість (максимальна, середня); 3) літологічні та петрографічні різновиди порід, їхні умови залягання, наявність тектонічних порушень, стан — вологість, консистенція, тріщинуватість, вивітрілість; 4) гідрогеологічні умови: глибина ґрунтових вод, напрям течій (збігається чи ні з напрямом падіння схилу), місця обводнення схилу, наявність джерел, їхній дебіт; 5) мікрорельєф схилу, його зв'язок з геологічною будовою; 6) наявність рослинності та штучних споруд; 7) характеристика рельєфу між вододілом і брівкою схилу — плато, тераса, більш пологий схил, відстань від вододілу до брівки, протилежний схил; 8) характеристика підніжжя схилу: наявність підмиву або штучного підрізування схилу, інтенсивність підмиву; 9) вік схилу й основні етапи його формування (для штучних укосів — час і спосіб їхнього спорудження).
Загальні відомості про зсув: 1) тип за особливостями процесу зміщення, будовою, формою переміщення, механізмом руху, формою в плані тощо; 2) причини та значення у виникненні різних чинників; 3) взаємозв'язок з іншими процесами; 4) стадія розвитку зсуву.

## Протизсувні заходи

Малоефективна фіксація грунту залізобетонними забивними палями, зсув відбувся разом з палями.

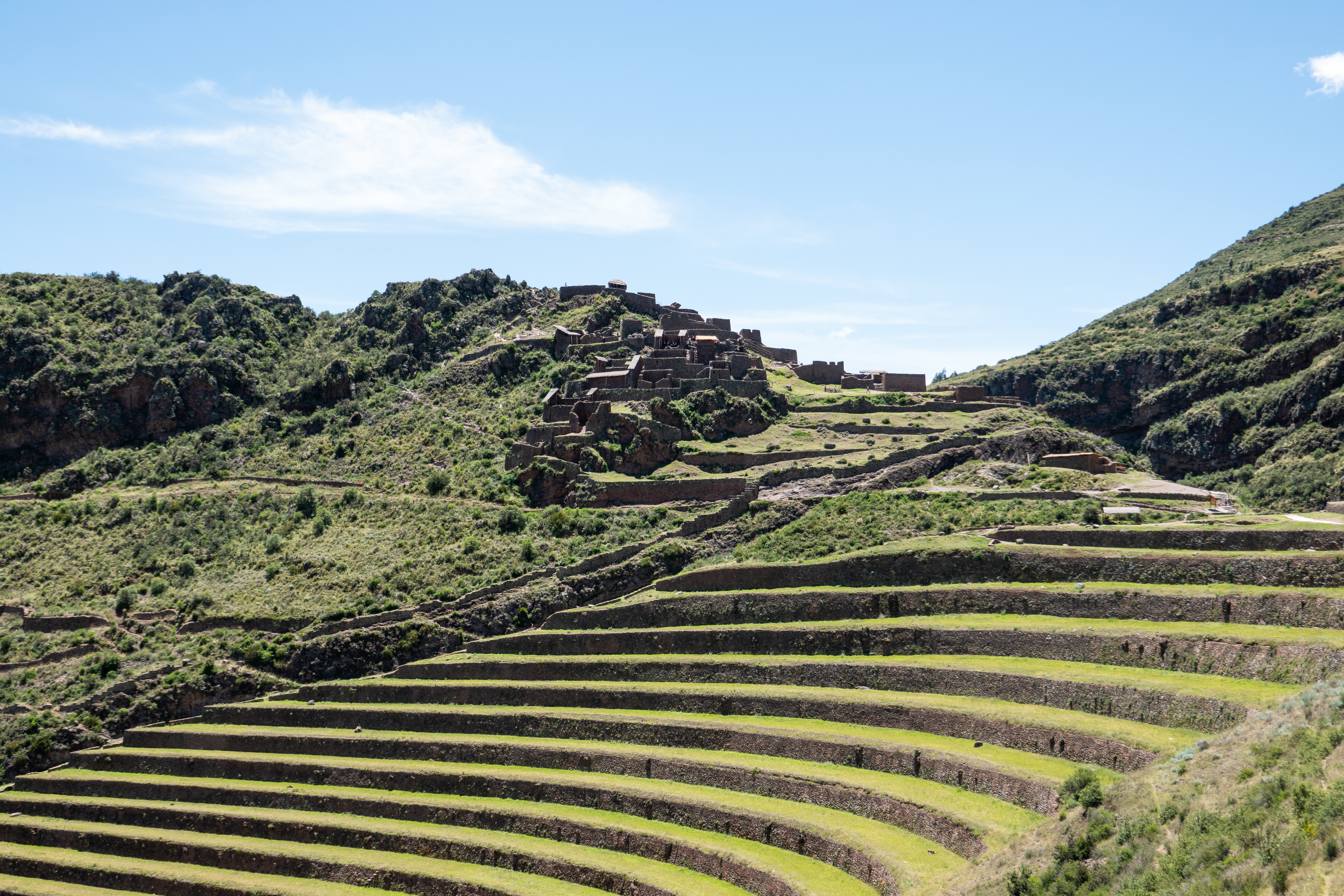
Терасування родючих схилів, родючий ґрунт чергується з кам'яним парканом, що запобігає вимивання та сповзання ґрунту під час дощів.

Боротьба із зсувами у багатьох випадках виявляється надзвичайно складною, дорогою і дуже часто неефективною. Для успішного застосування протизсувних заходів необхідне високоякісне виконання інженерно-геологічних досліджень для оцінки фактичної стійкості схилу.
Для успішної реалізації протизсувних заходів потрібна розробка питань спеціальної стратегії і тактики, серед яких:
• встановлення природи можливих форм порушення стійкості схилу і розробка раціональних розрахункових схем;
• кількісна оцінка стійкості схилу з визначенням коефіцієнта стійкості;
• виявлення найбільш ефективних шляхів забезпечення стійкості схилу до необхідних меж;
• проектування укосів із заданою стійкістю.
Протизсувні заходи поділяються на два види:
• активні — здатні впливати на головну причину зсуву шляхом повного припинення або деякого послаблення його дії, і зокрема — зняття перенапруження ґрунтової товщі за рахунок розвантаження будь-якого виду;
• пасивні — спрямовані на підвищення значущості чинників опору, що позитивно впливають на стійкість схилу шляхом його навантаження або закріплення будь-якими способами.
Вага зсувної маси і кути ухилу є суттєвими факторами стійкості схилів. Тому часто застосовується виположування і терасування схилу. Для забезпечення тимчасової стійкості схилів і запобігання зсувам іноді застосовується заморожування зсувних мас. Дуже важливим і простим засобом боротьби зі зсувами є насадження на схилах кущів і дерев.
Під час вивчення зсувних переміщень геофізик повинен, у першу чергу, виявити поверхні, по яких відбувається зсув. Для цього до останнього часу використовується метод електричного зондування з розташуванням точки спостережень за дуже густою сіткою. Як показали результати дослідних польових робіт, проведених на Чорноморському та Азовському узбережжях нашої країни, задача досить просто вирішується у тому випадку, якщо зсув відбувається по корінних породах. Лише у разі зім'ятості зон ковзання геофізичні аномалії можуть бути низькоконтрастними.
У прогресивних зсувах поверхня зони ковзання проходить нижче за підошву схилу, тому під час руху зсуву утворюється характерний бугор випирання, який сам по собі є стримуючим протизсувним бар'єром. Через це одним із заходів, що запобігають розвитку зсувів, є підсилення бугра випирання, що досягається відсипкою контрбанкетів або прошивкою залізобетонними шпильками зсувного тіла перед схилом. Іноді разом із шпильками використовується явище так званого «електроосмосу».
Шпильки перед забиванням обшивають металевими листами (мідними або залізними для катода і алюмінієвими для анода). За таких умов, окрім механічної дії шпильок, відбувається ще й електроосмотичне закріплення маси зсувного тіла.
Регресивні зсуви не мають бугра випирання. Тому на них розташовують підпірні стінки.
Будова стінок і контрбанкетів обов'язково супроводжується дренуючими приладами. За відсутності цих заходів підпір підземних і поверхневих вод зруйнує споруду. Конструкція підпірних споруд і глибина фундаментів визначається розрахунками, з урахуванням практичних величин зсувного тиску на об'єктах досліджень.
Точніші результати дає зйомка градієнтів потенціалів уздовж напрямку переміщення електродів. Подібна методика спостережень застосовується і під час вивчення пересування льодовиків. Незважаючи на дуже високий опір льоду, занурений у нього електрод за подачі високого напруження створює на поверхні помітне електричне поле.
Під час вивчення поверхні ковзання досить перспективною виявляється мікросейсморозвідка. Вона дозволяє:
1) безпосередньо визначати залежність між швидкістю поширення пружних коливань і ступенем порушення порід (роздробленістю, тріщинуватістю та вивітрюванням), які складають тіло зсуву;
2) безперервно простежувати границі розділу, зокрема поверхні ковзання, що дозволяє характеризувати їх особливості навіть на невеликих ділянках;
3) забезпечувати високу продуктивність робіт (1–1,5 км на день безперервних профілів) для інженерно-геологічного загону, що складається із одного оператора та двох робітників.
Геофізичні методи можна використовувати також для безпосереднього спостереження за пересуванням зсувних мас. У свердловини, що пройдені в тілі зсуву, встановлюють магнітні репери. А за пересуванням зсувних мас спостерігають із поверхні Землі шляхом мікромагнітної зйомки, що виконується через певні проміжки часу.
Серед противозсувних заходів виділяється декілька специфічних груп.
Заходи із забезпечення охорони навколишнього середовища торкаються в основному обмежень діяльності людини в районі схилу:
• зелений пояс — заборона рубки лісу, корчування і розробки ділянок під городи, знищення кущів, трав'яного покриву тощо;
• будівництво — встановлення межі граничної забудови, типу і ваги споруд, знесення існуючих споруд, уповільнення темпів будівництва;
• земляні роботи — заборона будь-яких робіт у пасивній зоні — біля підніжжя; а в активній зоні — біля бровки і неприпустимість збільшення крутизни укосу, розкриття нестійких ґрунтів;
• водне господарство — заборона спуску поверхневих вод і поливів, тримання в належному стані водовідвідних і осушувальних пристроїв, водопровідно-каналізаційних систем, встановлення оптимальних рівнів і темпів дренування вод, що омивають укіс, та ін.;
• динамічні дії — заборона застосування вибухових робіт, забивання паль, роботи транспортних засобів. Те саме стосується і вібраційних дій.
Берегозахисні заходи і споруди на потоках і водоймах біля підніжжя схилу включають у себе відведення і вирівнювання русел, облаштування захисних покриттів, зведення лотків, швидкострумів, перепадів, стін — набережних та ін.
Водовідвідні осушувальні та дренажні заходи і пристрої поділяються на:
• роботи на поверхні (планування місцевості; закладення тріщин; облаштування покриттів та гребель; обвалування осушувальних каналів, лотків);
• облаштування дренажів (поздовжні і поперечні прорізи і галереї, поглинаючі дренажні шахти, свердловини і колодязі, каптаж джерел);
• виконання ізоляційних заходів (облаштування ін'єкційних завіс; глинізація; заморожування ґрунтів).
Землевпорядкувальні заходи включають:
• розвантажувальні роботи в активній зоні (повне зняття зсувних мас; зрізання активної частини зсувів; очищення скельних укосів, терасування, зменшення крутизни схилу та загальне планування схилу) і привантажувальні у пасивній зоні (відсипання і відвал ґрунту);
• покриття скельних схилів металевими і геосинтетичними сітками;
• армування поверхні геосинтетичними матеріалами (сітками, комірчастими каркасами і т. ін.);
• облаштування кам'яних пасток.
Механічне кріплення схилу (укосу) пов'язане з облаштуванням поодиноких прошпильовуючих елементів у вигляді паль різного типу, що проходять крізь зсув у корінні породи або їх рядів у вигляді шпунтових стінок, ін'єкційних і мерзлотних завіс та ін.
Підпірні споруди зводяться у вигляді шпунтових стінок (металевих, залізобетонних, дерев'яних), підпірних кам'яних стін, бетонних та залізобетонних, стін із паль-оболонок великого діаметра, а також у вигляді стійких валів (поясів) із ґрунту та каменю різних розмірів — від насипів до брил (масиви-гіганти).
Покриття призначені для закріплення поверхні схилу від дії зливових і річкових вод. Їх роблять із піщаних, гравелистих, галечникових ґрунтів, штучного каміння, кам'яного мощення, шлакоглинобетону, асфальту і асфальтобетону, бетону і залізобетону, геосинтетичних плівок з армованого високоміцного поліетилену. Для закріплення берегової зони часто використовують фашинні мішки.
Використання рослинності спрямоване як на закріплення, так і на осушення схилу. Застосовується суцільне травосіяння, посадка кущів, залісення схилу (в'яз, дуб, клен, липа).
Штучне ущільнення і закріплення ґрунтів на схилі передбачає проведення різних ін'єкцій (цементація, силікатизація, бітумізація, глинизація), заморожування ґрунтів, ущільнення електроосмосом.
Стійкість споруд, що зводяться в зоні дії зсуву, забезпечується:
• видаленням нестійкого масиву пухких порід на усю його товщину (до корінних незсувонебезпечних порід);
• закладкою глибоких фундаментів, що спираються на стійкі основи;
• облаштуванням фундаментів із буронабивних паль;
• використанням каркасних конструкцій;
• армуванням крутих укосів геосинтетичними сітками і каркасами;
• застосуванням залізобетонних поясів;
• облаштуванням деформаційних швів.
Одним із поширених методів боротьби із зсувами є застосування дренуючих і водовідвідних приладів. Поверхневі води відводяться нагірними і косогірними (з облаштуванням швидкотоків) канавами, а підземні — дренажами.
Окрім того, для запобігання зволоженню схилів слід не допускати їх розорювання, вирубки на них дерев і кущів та інших дій, що спричинятимуть послаблення ґрунтів.

### Біотехнологія
Для забезпечення цементування піщаних ґрунтів можуть застосовуватися організми Sporosarcina pasteurii. Sporosarcina pasteurii має здатність гідролізувати сечовину й шляхом ряду реакцій виробляти карбонат-йони. Це робиться шляхом виділення великої кількості уреази через клітинну мембрану. Коли бактерія переміщується до середовища, багатого кальцитом, негативно заряджені карбонат-йони реагуютьіз йонами позитивних металів, такими як кальцій, для осаду карбонату кальцію (біоцементу). Карбонат кальцію може бути використаний для осаду або бути кристалізованим у вигляді кальциту для цементування частинок піску. Бактерії використовуються для затвердіння розріджуваних ґрунтів у місцях, які зазнають землетрусів. 

## Катастрофічні зсуви ґрунту
- Хаїтський землетрус 1949 року, Гармська область Таджикистану викликав ряд зсувів, які привели до знищення міста Хаїт та декількох кишлаків. Загальна кількість загиблих оціночно — понад 20 тис.[4] Опубліковані оцінки числа жертв — від 5000 до 28000.
- Зсув у М'янмі 21 листопада 2015 року стався неподалік від шахти з видобутку нефриту поблизу міста Хпакан в північному штаті Качин, основна маса землі обрушилася на житлові будинки гірників. Станом на 23 листопада 2015 р. зафіксовано 104 загиблих та 100 зниклих безвісти[5]
- 20 грудня 2015 р. в Китаї результаті масивного зсуву ґрунту в південній частині міста Шеньчжень щонайменше 91 людина вважається зниклою безвісти. Стихія захопила 33 будівлі, зокрема гуртожитки, фабрики, офіси та інші приміщення.[6]
- у 2017 р. при сході зсуву у Сьєрра-Леоне (західна Африка) загинули 310 осіб.[7]
- в Уганді восени 2017 р. від зсувів після великих дощів постраждало близько 40 осіб[8]
- В Каліфорнії у 2018 р. внаслідок проливних дощів, що викликали сходження селів, постраждали округи Лос-Анджелес і Санта-Барбара. Загибло 20 чол. Зруйновано не менше ста будинків, кілька сотень серйозно пошкоджені.[9][10]
- В Українських Карпатах у 2021 р. внаслідок зсуву ґрунту поблизу смт Верховина зникло озеро Криве[11]
- В Японії 2021 р. внаслідок зсуву грунту засипало 80 будинків.[12]
- У Малайзії в грудні 2022 року зсув грунту накрив популярний кемпінг у штаті Селангор, заставши близько 100 людей під час сну. Понад 30 жертв.[13]
- 22 січня 2024, на південному заході Китаю в провінції Юньнань стався масштабний зсув ґрунту, унаслідок чого 47 мешканців опинились під завалами[14]